# 星艦戰將：異形入侵
是一部在2004年由哥伦比亚三星家庭娛樂公司（現在是索尼影业家庭娱乐公司）發行的美国军事科幻恐怖电视电影。由曾獲奧斯卡最佳視覺特效的菲尔·提派特执导，理查德·布基、劳伦斯·莫努森和柯琳·波奇（Colleen Porch）主演，劇本則繼續由上一部電影的編劇愛德華·諾麥爾負責編寫。該電影是《星河戰隊》（1997年）的续集，也是這個電影系列的第二部作品，在劇情上與第一部並沒有關聯，講述的是在另一個戰場與外星蟲族交戰的故事。这部电影是非院線上映的低成本電影，于2004年4月24日在美國付費電視頻道Encore Action（現在是Starz Encore）上首播，并于2004年6月1日发行DVD和VHS。这部电影在影评人那里獲得了普遍的负面评价，他们批评這部電影从第一部的动作片转向了恐怖片，而且也沒有第一部电影的演员阵容參演該片。該系列在2008年發行了第三部電影《星艦戰將3：掠奪者》。
香港於2004年6月由洲立影視代理發行DVD和VCD。台灣也於6月由得利影視股份有限公司代理發行DVD和VCD。

## 故事內容
一小隊與蟲族交戰的士兵發現自己被困在一個被蟲族占領的世界。即使他們有了新的激光槍技術和擁有特異功能士兵的幫助，但這些蟲子的數量和優勢還是超過了他們。傑克·謝潑德將軍和他的四名最好的士兵做了最後的抵抗，成功讓他大部分幸存的士兵逃脫了。其中包括中士迪德·雷克，通靈者中尉巴甫洛夫·迪爾，二等兵吉爾·珊蒂，還有她的情人二等兵達夫·霍頓，二等兵比利·奧特和二等兵雷·薩哈拉。盡管他們到達了相對安全的地方，但致命的風暴和蟲族的伏擊還是逐漸減少了他們攝制團隊的人數。迪爾中尉被蟲族毀滅人類的幻象所困擾，這阻礙了他領導團隊的能力，於是他把他的不安和憤怒發泄在二等兵薩哈拉的身上，他意外發現薩哈拉和他一樣也是一個通靈者，但是她在懷孕期間失去了對自己能力的可靠控制。
幸存者們在Delta 1-8-5哨站里避難，這是一座廢棄的建築，里面囚禁着臭名昭著的達克斯上尉，由於他殺死了他的指揮官，於是被密封在一個熔爐里作為對他的懲罰。一場致命的沙塵暴開始了，幸存者在很長一段時間內沒有通訊或支援，他們利用電力脈沖柵欄來保護自己的陣地。後來薩哈拉憑自己的直覺，私自將達克斯給放了出來，達克斯在認為迪爾中尉是一個無能的領導者後，他從迪爾中尉手中接過了指揮權，這讓迪爾中尉感到憤怒，因為他認為達克斯是聯邦的叛徒。
在防禦系統建立後不久，幸存者驚訝地發現謝潑德將軍仍然還活着，陪同他的還有三名士兵—昏迷不醒的列兵查理·索達、行為怪異的技術中士阿里·派克和下士喬·格里夫。幸存者在新來者的幫助下，他們解決了電力和通訊技術問題，並等待一艘艦隊救援船來拯救他們。
在哨站里，蘇醒後的索達給霍頓洗澡並開始勾引他。心碎的珊蒂後來又被格里夫引誘。然而，霍頓和珊蒂的行為舉止很快就表現得非常奇怪，就像許多其他幸存者一樣。薩哈拉似乎生病了，並做了噩夢，她醒來後開始嘔吐；後來，她不小心看到了格里夫的手，並開始有了通靈的幻象。有了不祥預感的她向中士雷克尋求建議，雷克說薩哈拉已經懷孕了，如果父母或孩子中有一方有通靈能力，就會產生幻覺，還會讓女孩變得喜怒無常，認為“自己無所不知”。最終，薩哈拉和達克斯發現他們面臨着一種新的異形蟲的威脅；一種通過口腔進入人體並在大腦內進行繁殖的蛛形蟲子。他們帶着這個消息去找了迪爾中尉，並和他賠罪。之後，充滿罪惡感的迪爾中尉承認，他之前看到了可怕的幻象，這驅使他在此前作出了一些糟糕的決定，就是在部隊逃跑過程中在他錯誤的指揮下犧牲了許多士兵，他因此事而困擾。薩哈拉告訴迪爾中尉，她也看到了部分幻象，迪爾則告訴薩哈拉，懷孕的偶爾副作用可能會使她失去的通靈能力暫時恢復。在做出彌補後不久，迪爾中尉意外發現謝潑德將軍也被索達誘惑並感染了控制精神的異形蟲。迪爾試圖抓住索達和幾個被感染的士兵，當他威脅着要懲罰他們時，被感染的奧特用達克斯給他的刀殺死了他。他們把罪責嫁禍給了達克斯，因為他的名字刻在了刀上，之後他被拘留了。
在達克斯被囚禁後，雷克被感染的霍頓和奧特襲擊，後者將雷克按在地上，而前者通過強迫將異形蟲鑽進她的身體並感染了她。奧特隨後試圖感染薩哈拉，但被薩哈拉抓住，並給了他頭部致命的幾槍。雷克做了多次腎上腺素的注射，以限制她的異形蟲，讓她能有足夠長的時間來除掉珊蒂，殺死霍頓，並拯救薩哈拉和達克斯。在救出達克斯之後，她在異形蟲完全控制她之前開槍自殺了。薩哈拉用她恢復的通靈能力讀懂了感染雷克的異形蟲的思想，她發現了異形蟲的計劃，就是利用謝潑德將軍侵擾最高指揮部，從內部瓦解整個聯邦，讓異形蟲像薩哈拉想象中的那樣消滅人類。薩哈拉和達克斯殺死了剩下的被感染的士兵，就在電力脈沖柵欄失效的時候，薩哈拉來到哨站屋頂上面對被感染的謝潑德將軍。謝潑德將軍正要登上聯邦的救援船時，手持雙槍的達克斯及時趕到並射殺了他。達克斯立刻把薩哈拉送上了救援船，並告訴困惑的救援士兵她掌握着對聯邦生存至關重要的信息，但他自己卻打算留下來，說“殺人犯是不會逃走的！”（指他過去的罪行）。之後他在抵禦蟲族的進攻時光榮地犧牲了。
在地球上的一年後，現已退伍的薩哈拉帶着剛出生的兒子參加了一場招募研討會，她講述了她的經歷，還談到了達克斯的英勇行為，並讚揚他救了她的命。雖然達克斯被貼上了聯邦英雄的標簽，但他的死亡卻被聯邦的宣傳所掩蓋，因為聯邦利用“不要為我流淚，我的榮耀永遠存在！”這句口號代替了他實際的遺言，隱瞞了他不光彩的過去，並將他的死亡作為招募士兵的手段之一。薩哈拉在離開時，征兵官員感謝她的出席，並告訴她要好好養育她的兒子，因為“我們需要鮮肉來磨刀”。薩哈拉顯然被這意味着什麽的話語給嚇到了，她馬上抱着孩子逃離了招募站，而招募人員卻冷冷地笑了笑。

## 演員
| 角色                                     | 演員                       |
| ---------------------------------------- | -------------------------- |
| 達克斯（Dax）                            | 理查德·布基                |
| 薩哈拉（Sahara）                         | 柯琳·波奇（Colleen Porch） |
| 迪爾（Dill）                             | 劳伦斯·莫努森              |
| 索達（Soda）                             | 凯莉·卡尔森                |
| 雷克（Rake）                             | 布伦达·斯特朗              |
| 傑克·謝潑德將軍（General Jack Shepherd） | 艾德·罗特                  |
| 珊蒂（Sandee）                           | 何家蓓                     |
| 霍頓（Horton）                           | 杰森-沙恩·斯科特           |
| 科比（Kobe）                             | 布莱恩·泰                  |
| 派克（Peck）                             | J·P·曼諾克斯               |
| 格里夫（Griff）                          | 艾德·奎恩                  |
| 布里克（Brick）                          | 比利·布朗                  |
| 比利·奧特（Billie Otter）                | 赛·卡特（Cy Carter）       |
| 托爾（Tor）                              | 德魯·鮑威爾                |

## 迴响

### 評價
在爛番茄上，電影的6條評論中負評佔4條。IGN的安迪·帕特里齊奧（Andy Patrizio）給了這部電影一個“平庸”的評價，他寫道：“像這樣的電影，就是為什麽讓非電影院上映電影不但沒有贏得任何尊重，而且還被視為爛片溫床的原因。”

### 獲獎
該片於2005年獲得第31屆土星獎最佳DVD發行獎。

## DVD特別收錄
- 導演、編劇與製片隨片講評（Director, Writer and Producer Commentary）
- 製作特輯（Featurettes: "From Green Screen to Silver" and "Inside the Federation"）
- 圖庫（Photo Gallery）
- DVD-Rom特別收錄（DVD-Rom link to Starship Troppers PC demo*）
- 預告（Trailers）